# Anguilliformes
Anguilliformes é uma ordem de peixes de corpo normalmente cilíndrico à qual pertencem as enguias e moreias. São peixes de esqueleto ósseo, na classificação científica tradicional pertenciam ao grupo dos Osteichthyes. O seu maxilar inferior é ligeiramente proeminente. Os dentes são pequenos e estão dispostos em várias filas nas maxilas e palato. As nadadeiras dorsal, caudal e anal apresentam-se fundidas numa só, formando uma faixa estreita que envolve a metade posterior do corpo. As nadadeiras peitorais são de pequenas dimensões. As fendas branquiais são estreitas e dispõem-se verticalmente.
O ciclo de vida da enguia permaneceu um grande mistério durante muito tempo e, em vários aspectos, ainda o é hoje. O primeiro estudo conhecido sobre as enguias foi realizado por Aristóteles. Segundo este, as enguias nasciam dos "vermes da terra", que emergiriam da lama sem a necessidade de qualquer tipo de fertilização - nasceriam, simplesmente, das "entranhas do solo húmido". Durante muito tempo ninguém conseguiu provar que Aristóteles estava errado, tendo tal vindo a acontecer apenas no século XIX.
No sul do Brasil as enguias também são chamadas de muçum.

## Taxonomia
Subordem Anguilloidei
- Anguillidae (enguias de água doce)
- Heterenchelyidae
- Moringuidae
- Xenocongridae (falsas moreias)
- Muraenidae (moreias)
- Myrocongridae

Subordem Nemichthyoidei
- Nemichthyidae
- Serrivomeridae
- Cyemidae

Subordem Congroidei
- Congridae
- Muraenesocidae
- Nettastomatidae
- Nessorhamphidae
- Derichthyidae
- Ophichthidae
- Macrocephenchelyidae

Subordem Synaphobranchoidei
- Synaphobranchidae
- Simenchelyidae (enguias parasíticas)
- Dysommidae